# Effetto di Hill-Robertson
L'effetto di Hill-Robertson, scoperto da Bill Hill e Alan Robertson nel 1966, spiega perché la ricombinazione è scelta appositamente per l'evoluzione: quando vi è selezione ed una ricombinazione genetica in una popolazione finita, la deriva genetica risulta in esempi casuali di linkage disequilibrium. Alcuni sono favorevoli, alcuni dannosi. In ogni caso, la creazione di questi rallenta il progresso della selezione. La ricombinazione rompe gli squilibri, permettendo alla selezione di essere più efficace. Questo effetto comprende fenomeni come le eliminazioni selettive e l'ingranaggio di Muller.